# Johan Heldenbergh
Johan Heldenbergh (Wilrijk, 9 februari 1967) is een Belgisch acteur en (theater)regisseur. Hij is bekend van rollen in The Broken Circle Breakdown en de verfilming van De helaasheid der dingen.

## Theater
Samen met Arne Sierens vormt Heldenbergh Compagnie Cecilia (opgericht in 2006).
- Massis the musical (2003) (auteur)
- Maria Eeuwigdurende Bijstand (2005)
- Trouwfeesten en processen (2006)
- Broeders van liefde (2008)
- The broken circle breakdown featuring the cover-ups of Alabama (2008) (auteur samen met Mieke Dobbels)
- Vorst/Forest
- De Pijnders
- Duikvlucht (coauteur en coach)
- Giovanni (auteur)
- Vallende sterren (auteur)

## Filmografie

### Film
- Antonia (1995) - Tom
- She will be mine (1998)
- Any Way the Wind Blows (2003) - Schoesetters
- Steve + Sky (2004) - Jean Claude
- My bonnie (2004) - Pascal
- Vleugels (2006)
- Ben X (2007) - Godsdienstleerkracht
- Aanrijding in Moscou (2008) - Werner
- De helaasheid der dingen (2009) - Nonkel Breejen
- Badpakje 46 (2010) - Pascal
- Schellebelle 1919 (2011) - Scenarist en regisseur
- Hasta la vista (2011)
- The Broken Circle Breakdown (2012) - Didier
- Le Tout Nouveau Testament (2015)
- Le confessioni (2016)
- The Zookeeper's Wife (2017)
- Klein IJstijd (2017) - Alex
- Quo vadis, Aida? (2020)
- Cool Abdoul (2021)   - Ron
- Comandante (2023) - Georges Vogels
- Amal (2023) - Luc
- Ad Vitam (2025)

### Televisie
- Familie (1992)
- Souvenirs D'Anvers (1994)
- Ons geluk (1995) - René Hox
- Buiten De Zone (1996) - Leraar
- Flikken Afl. Kind van de rekening (2000) - Rik Heymans
- Recht op Recht (2001) - Joris Aerts
- Liefde & geluk (2001) - Agent
- Team Spirit - de serie II (2005) - Scheidsrechter
- Gezocht: Man (2005)
- Selected shorts (2005)
- Witse (2006) - Dirk Desmet
- Jes (2009) - John Gillis
- De Ronde (2011) - Peter Willemyns
- De Ridder (2013) - John Wouters
- Vermist V (2014) - Joachim Mannaert
- De twaalf (2019) - Stefaan de Munck
- Sphinx (2024) - Luc Laurent

## Privéleven
Hij was gedurende negentien jaar gehuwd met de Vlaamse actrice Joke Devynck. In 2013 gingen ze uit elkaar. In 2018 hertrouwde hij met de twintig jaar jongere actrice Fien Mombaerts. Heldenbergh heeft vier kinderen, 1 dochter en 3 zonen, waaronder een tweeling en waarvan de vierde samen met zijn nieuwe vrouw Fien.
- Biblioteca Nacional de España: XX5405544
- Bibliothèque nationale de France: cb14683316b (data)
- Gemeinsame Normdatei: 1071500376
- International Standard Name Identifier: 0000 0000 7991 7954
- Library of Congress Control Number: no2010090256
- MusicBrainz: 4a0eeb37-dcdb-47ee-9702-b57a2a18214b
- Nationale Bibliotheek van Tsjechië: xx0230800
- Nationale Bibliotheek van Israël: 987007392395105171
- Nederlandse Thesaurus van Auteursnamen: 267560753
- Système universitaire de documentation: 143507443
- Virtual International Authority File: 39639525
- WorldCat: E39PBJhCGgJpmPJh4x3QkqJVYP